# 肌肉龍屬
肌肉龍屬是種阿貝力龍科恐龍。化石是在1991年發現於阿根廷内乌肯省的內乌肯组利邁河組，接近Plaza Huincul（一个小城市），地質年代屬於白堊紀晚期（森諾曼階）。發現的標本包含了頭顱骨、脊柱及周邊骨骼的碎片，並由罗多尔夫·科里亚（Rodolfo Coria）等人於1998年描述、命名。屬名是從馬普切語的「肌肉」及「蜥蜴」而來。種小名是以發現化石的地點而來。
肌肉龍是中型獸腳亞目恐龍。頭顱骨的特徵是在方骨及眶後骨。脊椎與其他阿貝力龍科不同，例如尾椎及背椎缺乏側腔。模式種是大阿瓜達肌肉龍（I. aguadagrandensis），是當時已描述的阿貝力龍科中最原始的，與阿貝力龍科及西北阿根廷龍科有相同的特徵，如眼窩上緣的眶後骨膨脹，往眼眶內突出。肌肉龍有阿貝力龍超科的原始特徵，如方骨的開孔及呈T形的眶後骨。